# Världscupen i alpin skidåkning 1967
Världscupen i alpin skidåkning 1967 var den första säsongen världscupen arrangerades. Den första tävlingen gick 5 januari 1967 i Berchtesgaden för herrar och i Oberstaufen för damerna. Säsongen avslutades 27 mars samma år i Jackson Hole. Segrare av totala världscupen blev Nancy Greene och Jean-Claude Killy

## Tävlingskalender

### Herrar
| Lopp | Datum           | Plats                         | Tävling    | Etta              | Tvåa              | Trea                 |
| 1    | 5 januari 1967  | Berchtesgaden, Västtyskland   | slalom     | Heinrich Messner  | Jules Melquiond   | Dumeng Giovanoli     |
| 2    | 6 januari 1967  | Berchtesgaden, Västtyskland   | Storslalom | Georges Mauduit   | Léo Lacroix       | Jean-Claude Killy    |
| 3    | 9 januari 1967  | Adelboden, Schweiz            | Storslalom | Jean-Claude Killy | Willy Favre       | Georges Mauduit      |
| 4    | 14 januari 1967 | Wengen, Schweiz               | Störtlopp  | Jean-Claude Killy | Léo Lacroix       | Jean-Daniel Dätwyler |
| 5    | 15 januari 1967 | Wengen, Schweiz               | slalom     | Jean-Claude Killy | Heinrich Messner  | Jules Melquiond      |
| 6    | 21 januari 1967 | Kitzbühel, Österrike          | Störtlopp  | Jean-Claude Killy | Franz Vogler      | Heinrich Messner     |
| 7    | 22 januari 1967 | Kitzbühel, Österrike          | slalom     | Jean-Claude Killy | Bengt Erik Grahn  | Louis Jauffret       |
| 8    | 27 januari 1967 | Megève, Frankrike             | Störtlopp  | Jean-Claude Killy | Hans Peter Rohr   | Franz Vogler         |
| 9    | 29 januari 1967 | Megève, Frankrike             | slalom     | Guy Périllat      | Jean-Claude Killy | Karl Schranz         |
| 10   | 5 februari 1967 | Madonna di Campiglio, Italien | slalom     | Guy Périllat      | Louis Jauffret    | Léo Lacroix          |
| 11   | 3 mars 1967     | Sestriere, Italien            | Störtlopp  | Jean-Claude Killy | Bernard Orcel     | Guy Périllat         |
| 12   | 10 mars 1967    | Franconia, USA                | Störtlopp  | Jean-Claude Killy | Guy Périllat      | Jim Barrows          |
| 13   | 11 mars 1967    | Franconia, USA                | slalom     | Jean-Claude Killy | Jimmy Heuga       | Herbert Huber        |
| 14   | 12 mars 1967    | Franconia, USA                | Storslalom | Jean-Claude Killy | Georges Mauduit   | Dumeng Giovanoli     |
| 15   | 19 mars 1967    | Vail, USA                     | Storslalom | Jean-Claude Killy | Jimmy Heuga       | Heinrich Messner     |
| 16   | 25 mars 1967    | Jackson Hole, USA             | Storslalom | Jean-Claude Killy | Jimmy Heuga       | Werner Bleiner       |
| 17   | 26 mars 1967    | Jackson Hole, USA             | slalom     | Herbert Huber     | Georges Mauduit   | Werner Bleiner       |

### Damer
| Race | Date            | Venue                     | Event      | Winner             | Second             | Third              |
| 1    | 7 januari 1967  | Oberstaufen, Västtyskland | slalom     | Nancy Greene       | Fernande Bochatay  | Annie Famose       |
| 2    | 8 januari 1967  | Oberstaufen, Västtyskland | Storslalom | Nancy Greene       | Burgl Färbinger    | Fernande Bochatay  |
| 3    | 10 januari 1967 | Grindelwald, Schweiz      | slalom     | Annie Famose       | Gina Hathorn       | Isabelle Mir       |
| 4    | 11 januari 1967 | Grindelwald, Schweiz      | Storslalom | Nancy Greene       | Annie Famose       | Marielle Goitschel |
| 5    | 13 januari 1967 | Grindelwald, Schweiz      | Störtlopp  | Nancy Greene       | Isabelle Mir       | Florence Steurer   |
| 6    | 18 januari 1967 | Schruns, Österrike        | Störtlopp  | Marielle Goitschel | Erika Schinegger   | Annie Famose       |
| 7    | 19 januari 1967 | Schruns, Österrike        | slalom     | Marielle Goitschel | Annie Famose       | Nancy Greene       |
| 8    | 26 januari 1967 | St. Gervais, Frankrike    | slalom     | Annie Famose       | Marielle Goitschel | Florence Steurer   |
| 9    | 28 januari 1967 | St. Gervais, Frankrike    | Storslalom | Erika Schinegger   | Marielle Goitschel | Annie Famose       |
| 10   | 1 februari 1967 | Monte Bondone, Italien    | slalom     | Burgl Färbinger    | Annie Famose       | Traudl Hecher      |
| 11   | 3 mars 1967     | Sestriere, Italien        | Störtlopp  | Marielle Goitschel | Giustina Demetz    | Florence Steurer   |
| 12   | 10 mars 1967    | Franconia, USA            | Störtlopp  | Isabelle Mir       | Erika Schinegger   | Annie Famose       |
| 13   | 11 mars 1967    | Franconia, USA            | Storslalom | Christine Béranger | Florence Steurer   | Nancy Greene       |
| 14   | 12 mars 1967    | Franconia, USA            | slalom     | Marielle Goitschel | Isabelle Mir       | Annie Famose       |
| 15   | 19 mars 1967    | Vail, USA                 | Storslalom | Nancy Greene       | Erika Schinegger   | Annie Famose       |
| 16   | 24 mars 1967    | Jackson Hole, USA         | Storslalom | Nancy Greene       | Erika Schinegger   | Traudl Hecher      |
| 17   | 27 mars 1967    | Jackson Hole, USA         | slalom     | Nancy Greene       | Marielle Goitschel | Florence Steurer   |

## Damer
| Placering | Namn               | Land      | Poäng |
| --------- | ------------------ | --------- | ----- |
| 1         | Nancy Greene       | Kanada    | 176   |
| 2         | Marielle Goitschel | Frankrike | 172   |
| 3         | Annie Famose       | Frankrike | 158   |
| 4         | Isabelle Mir       | Frankrike | 115   |
| 5         | Florence Steurer   | Frankrike | 114   |

## Herrar
| Placering | Namn              | Land      | Poäng |
| --------- | ----------------- | --------- | ----- |
| 1         | Jean-Claude Killy | Frankrike | 225   |
| 2         | Heinrich Messner  | Österrike | 114   |
| 3         | Guy Périllat      | Frankrike | 108   |
| 4         | Léo Lacroix       | Frankrike | 93    |
| 5         | Georges Mauduit   | Frankrike | 82    |

### Fotnoter
1. ↑  FIS: Alpine World Cup 1967 men's schedule
2. ↑  FIS: Alpine World Cup 1967 women's schedule